# 梅村镇
梅村镇，是中华人民共和国安徽省池州市贵池区下辖的一个乡镇级行政单位。

## 行政区划
梅村镇下辖以下地区：
高坦社区、新村社区、必胜村、中新村、霄坑村、栗坑村、黄田村、梅山村、十字村、檀林村、长山村、珍溪村和杨棚村。